# Otolithoides pama
Otolithoides pama es una especie de pez de la familia Sciaenidae en el orden de los Perciformes.

## Morfología
• Los machos pueden llegar alcanzar los 160 cm de longitud total.

## Depredadores
En la India es depredado por Anguila bengalensis bengalensis.

## Hábitat
Es un pez de clima tropical y bentopelágico.

## Distribución geográfica
Se encuentra desde el Pakistán hasta Papúa Nueva Guinea.

## Observaciones
Es inofensivo para los humanos.